# Tanahuay
Tanahuay es una localidad peruana ubicada en el distrito de Manás, perteneciente a la provincia de Cajatambo del departamento de Lima, al centro oeste del Perú. 

## Ubicación
Tanahuay se ubica al suroeste de la provincia de Cajatambo, en el distrito de Manás, en el departamento de Lima.

## Demografía
En 2017 Tanahuay tenía una población de 4 habitantes y 5 viviendas.
| Gráfica de evolución demográfica de Tanahuay entre 1993 y 2017 |
|                                                                |
| Fuentes: Población 1993 (Tanahuy) y 2017                       |